# Hubbardia heptaneuron
Hubbardia heptaneuron är en gräsart som beskrevs av Norman Loftus Bor. Hubbardia heptaneuron ingår i släktet Hubbardia och familjen gräs. Inga underarter finns listade i Catalogue of Life.